# Naoki Tajima
Naoki Tajima (田島 尚輝 Tajima Naoki?, 21 de septiembre de 2000) es un tenista japonés.
Ganó el Abierto de Roland Garros en la categoría de dobles junior masculino en 2018. Además el mismo año representó a su país en los Juegos Olímpicos de la Juventud de Buenos Aires, Argentina, obteniendo la medalla dorada en la categoría de dobles mixto junto a su compatriota Yuki Naito.

## Títulos de Grand Slam Junior

### Dobles: 1 (1 título)
| Resultado | Año  | Torneo             | Surface | Compañera     | Oponentes              | Marcador |
| --------- | ---- | ------------------ | ------- | ------------- | ---------------------- | -------- |
| Campeón   | 2018 | Abierto de Francia | Arcilla | Ondřej Štyler | Ray Ho Tseng Chun-hsin | 6–4, 6–4 |